# Bataille de Winterthour
Seconde Coalition
Batailles
Guerre de la Deuxième Coalition
- St George's Caye (navale) (09-1798)
- Nicopolis (10-1798)
- Corfou (11-1798)
- Copenhague (navale) (04-1801)
- Algésiras (navale) (06-1801)

Campagne de Hollande
- Callantsoog (08-1799)
- Vlieter (08-1799)
- Zyp (09-1799)
- Bergen (09-1799)
- Alkmaar (10-1799)
- Castricum (10-1799)

Campagne de Suisse
- Ostrach (03-1799)
- Feldkirch (03-1799)
- 1re Stockach (03-1799)
- Frauenfeld (05-1799) (en)
- Winterthour (05-1799)
- 1re Zurich (06-1799)
- Schwytz (08-1799)
- Amsteg (08-1799) (en)
- Saint-Gothard (09-1799)
- 2e Zurich (09-1799)
- Linth (09-1799) (en)
- Muten (10-1799) (ru)
- Engen (05-1800)
- 2e Stockach (05-1800)
- Moesskirch (05-1800)
- Biberach (05-1800)
- Erbach (05-1800)
- Höchstädt (06-1800)
- Ampfing (12-1800)
- Hohenlinden (12-1800)

Campagne d'Égypte
- Malte 1 (06-1798)
- Malte 2 (06-1798)
- Alexandrie (07-1798)
- Chebreiss (07-1798)
- Pyramides (07-1798)
- 1re Aboukir (08-1798)
- Salheyeh (08-1798)
- Malte 3 (09-1798)
- Sédiman (10-1798)
- Caire (10-1798)
- Samanouth (01-1799)
- El Arish (02-1799)
- Syène (02-1799)
- Jaffa (03-1799)
- Saint-Jean-d'Acre (03-1799)
- Mont-Thabor (04-1799)
- 2e Aboukir (07-1799)
- Damiette (11-1799)
- Héliopolis (03-1800)
- 3e Aboukir (03-1801)
- Mandora (03-1801)
- Canope (03-1801)
- Fort Jullien (04-1801)
- Le Caire (06-1801) (en)
- Alexandrie (08-1801)

2e Campagne d'Italie
- Vérone (03-1799)
- Magnano (04-1799)
- Cassano (04-1799)
- Mantoue (04-1799)
- Bassignana (05-1799)
- 1re Marengo (05-1799) (en)
- Modène (06-1799) (en)
- Trebbia (06-1799)
- 2e Marengo (06-1799) (en)
- Novi 1 (08-1799)
- Rome (09-1799)
- Mannheim (09-1799) (en)
- Novi 2 (10-1799) (en)
- Genola (11-1799)
- Gênes (04-1800)
- Sassello (04-1800) (en)
- Fort Bard (05-1800)
- Verceil (05-1800)
- Turbigo (05-1800)
- Montebello (06-1800)
- 3e Marengo (06-1800)
- Pozzolo (12-1800)

La bataille de Winterthour se déroula le 27 mai 1799 entre des éléments de l'armée du Danube et de l'armée des Habsbourg, commandés par Friedrich von Hotze durant la Deuxième Coalition lors des guerres de la Révolution française pour le contrôle du village de Winterthour, situé à 18 kilomètres au nord-est de Zurich en Suisse. En raison de sa position à la jonction de sept carrefours et donnant accès sur le Rhin, ce village revêtait une importance stratégique.

## Contexte historique
À la mi-mai 1799, les Autrichiens commandés par Heinrich von Bellegarde avaient pris le contrôle de certaines parties de la Suisse et étaient parvenus à repousser les Français hors du canton des Grisons. Après avoir vaincu l'armée du Danube forte de 25 000 hommes de Jean-Baptiste Jourdan lors des batailles d'Ostrach et de Stockach, la principale armée autrichienne, sous le commandement de l'archiduc Charles-Louis, franchit le Rhin au niveau de la ville suisse de Schaffhouse afin de se regrouper avec les armées de Hotze et de Friedrich-Joseph, comte de Nauendorf, sur les plaines environnantes de Zürich.

## Ordre de bataille

### Autriche
Sous le commandement de Friedrich von Hotze :
- 12e régiment d'infanterie Manfredini (3 bataillons) ;
- 21e régiment d'infanterie Gemmingen (2 compagnies) ;
- 41e régiment d'infanterie Bender (3 bataillons) ;
- 1er régiment d'infanterie légère Strozzi (1 bataillon) ;
- 7e régiment de dragons Waldeck (6 escadrons).

### France
Sous le commandement du général de division Michel Ney :
- colonne Honoré Théodore Maxime Gazan (4 bataillons) ;
- colonne Dominique Mansuy Roget (3 bataillons) ;
- cavalerie de Frédéric Henri Walther (3 escadrons[3]).

## Déroulement de la bataille
Bien que les forces impliquées fussent minimes, la capacité des Autrichiens à attaquer les lignes françaises aboutit à la consolidation de leur présence sur le plateau au nord de Zurich, ce qui conduisit les Français à se retirer quelques jours plus tard.
L'armée française de Suisse et l'armée du Danube, sous le commandement d'André Masséna, cherchent à empêcher les Autrichiens de consolider leurs positions. Masséna envoie ainsi de l'infanterie près de Zürich pour tenter d'arrêter les Autrichiens à Winterthur. Ceux-ci réussissent à repousser les Français hors du village, bien que les deux camps aient subi de lourdes pertes.

## Conséquences
Une fois que l'union des armées des Habsbourg a eu lieu au début du mois de juin 1799, l'archiduc Charles ordonna une offensive contre les positions françaises à Zurich et força ces derniers à se retirer au-delà de la rivière Limmat.